# Parti bermudien uni
Le Parti bermudien uni ((en) : United Bermuda Party, UBP)  est un parti politique des Bermudes fondé en 1964. Il fut le parti majoritaire de 1968 à 1998 avant d'être le principal parti d’opposition à partir de cette date. En 2011, la plupart de ses membres vont fonder la One Bermuda Alliance, qui est majoritaire au parlement des Bermudes entre 2012 et 2017.

## Historique
Le Parti bermudien uni est fondé le 21 août 1964 par 24 membres du  Parlement des Bermudes qui s'opposent au Parti travailliste progressiste fondé en 1963. Henry Tucker, élu depuis 1938 à la Chambre des représentants s'impose comme le leader du nouveau pari. Lors des élections de 1968, l'UBP gagne 30 sièges sur 40 et Tucker devient le premier Government Leader des Bermudes. 
L'UBP reste le parti majoritaire des Bermudes jusqu'en 1998, mais le nombre de ses représentants décroît lentement à partir de 1970 alors que la popularité du Parti travailliste progressiste croît. En 1995, un référendum perdu sur l'indépendance lancé par John Swan fait entrer l'UBP en crise qui choisit successivement David Saul puis Pamela Gordon comme leaders et Premiers of Bermuda.
En 1998, l'UBP perd les élections pour la première fois de son existence. Sous la direction de Grant Gibbons, l'UBP perd à nouveau les élections en 2003. En 2006, Wayne Furbert devient le nouveau leader du parti, mais Michael Dunkley lui succède dès 2007, il est cependant battu lors des élections de 2007 et perd son siège. Kim Swan devient alors le nouveau Leader of the Opposition jusqu'en 2011.
En 2009, un certain nombre de militants de l'UBP le quitte pour former l'Alliance démocratique bermudienne ((en) : Bermuda Democratic Alliance, BDA) sous la direction de Craig Cannonier. Lors d'une élection partielle en 2010, le vote anti-PLP se partage entre l'UBP et la BDA. Les deux partis décident de se réconcilier et fusionnent au sein d'un nouveau parti l'One Bermuda Alliance. Cependant Kim Swan refuse cette alliance et décide de se présenter en indépendant lors des élections de 2012 pour porter les valeurs traditionnelles de l'UBP. C'est néanmoins le nouveau parti, dirigé par Craig Cannonier qui devient majoritaire au Parlement des Bermudes.